# Speyer Hauptbahnhof
Speyer Hauptbahnhof – stacja kolejowa w Spirze, w kraju związkowym Nadrenia-Palatynat, w Niemczech. Znajdują się tu 2 perony.
Pierwszy dworzec kolejowy w mieście powstał w 1847 roku. W czasie II wojny światowej spadła  na niego jedna bomba. Był to jedyny obiekt w mieście który ucierpiał w wyniku działań wojennych. Po wojnie został wybudowany obecny budynek dworca. W latach 2003–2004 przeprowadzono gruntowną renowacje dworca i peronów.
Dzięki stacji kolejowej miasto ma połączenie z: 
- Wörth am Rhein,przez Germesheim, kolej regionalna, co 30 minut;
- Bruchsal, przez Germesheim, kolej regionalna, co 30 minut;
- Karlsruhe, express regionalny, co dwie godziny;
- Moguncja, express regionalny, co dwie godziny;
- Mannheim, S-Bahn;
- Schifferstadt, S-Bahn.